# Hélénaline
L'hélénaline est un lactone sesquiterpenique, constituant majeur de Arnica montana et de Arnica chamissonis subsp foliosa. Avec la dihydrohélénaline, responsables de l'amertume, elles semblent être les constituants produisant les propriétés anti-inflammatoires et analgésiques de ces plantes. Plus précisément, l'hélénaline est un puissant inhibiteur du facteur de transcription nucléaire NF-kB, un facteur crucial du processus inflammatoire,.